# بيورك تشينغ
تشنغ يوك هان بيورك (بالصينية: 鄭玉嫻) (من مواليد 21 يونيو 1980) هي مبارزة السلاح من هونغ كونغ.
شاركت في دورة الألعاب الآسيوية 2006 في الدوحة، قطر.